# Лаура Актон
Лаура Актон (італ. Laura Acton, 2 березня 1829, Мілан — 12 листопада 1915, Болонья) — представниця шляхетної родини Актон, дружина прем'єр-міністра Італії Марко Мінгетті, організаторка одного з найважливіших політичних салонів епохи.

## Біографія
Лаура Актон народилась 2 березня 1829 року в Неаполі у шляхетній родині Актон. Троє її братів (Гульєльмо,  Фердінандо та Еммерік ) були видатними військовими та політиками.
У 1847 році Лаура одружилась з Доменіко Беккаделлі ді Болонья, італійським політиком та дипломатом. У шлюбі народилось двоє дітей: Марія та П'єтро Паоло.
Після смерті чоловіка у 1863 році Лаура Актон у 1864 році одружилась з Марко Мінгетті, італійським політиком, який двічі обіймав посаду прем'єр-міністра Італії.
Лаура Актон тримала салон в Турині, пізніше у Флоренції та Римі, в якому збирались найвідоміші діячі Рісорджименто. Лаура Актон була близькою подругою імператриці Євгенії (дружини Наполеона III) та принцеси Матильди Бонапарт.
Її друзями були Отто фон Бісмарк, Дьюла Андраші, Вільям Гладстон, Луї Дюшен та Ріхард Вагнер.
Після смерті Марко Мінгетті у 1886 році Лаура Актон продовжувала тримати салон, який залишався важливим осередком політичного життя Риму у 90-х роках XIX століття.